# Neena Gill
Neena Gill (Ludhiana, 24 dicembre 1956) è una politica britannica, membro del Partito Laburista e europarlamentare dal 1999 al 2009 e dal 2014 al 2020.

## Biografia
Gill è nata a Ludhiana, Punjab, in India. Emigrò nel Regno Unito con la sua famiglia quando aveva dieci anni. Suo padre era un uomo d'affari.
Nel 1979 ha conseguito una laurea in scienze sociali. Ha studiato, tra gli altri all'Università di Liverpool John Moores, dove gestiva un'organizzazione studentesca. Era un funzionario, poi direttore generale della Arsa Association e del New London Housing Group.
Nel 1999 è stata eletta membro del Parlamento europeo per il Partito Laburista. Ha corso per la rielezione alle successive elezioni europee del 2004. Ha fatto parte del Gruppo Socialista, ha lavorato nel comitato del bilancio. È rimasta al Parlamento europeo fino al 2009, non venendo rieletta. Tuttavia, è tornata al parlamento dopo una pausa di cinque anni a seguito delle elezioni del 2014. Nel 2019, ha mantenuto il mandato fino al 31 gennaio 2020.

### Vita privata
Ha sposato il Dr. John Towner, consulente ambientale, nel 1982 e hanno un figlio. Ha divorziato nel 2009.